# Buchenauerhof

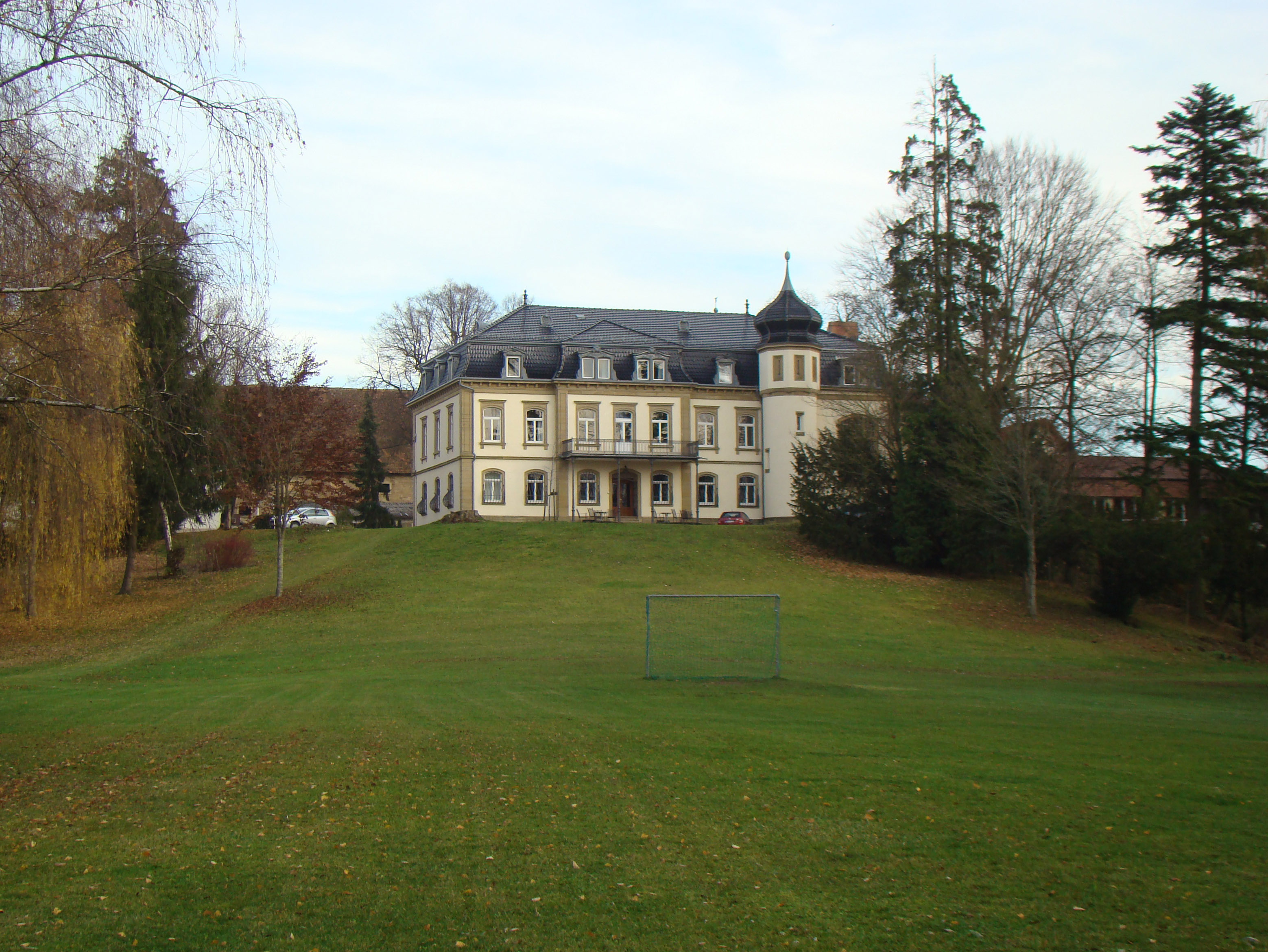
Hauptgebäude des Buchenauerhofes

Der Buchenauerhof im Westen der Gemarkung Weiler

Logo des christlichen Hilfs- und Missionswerkes DMG interpersonal

Der Buchenauerhof ist ein historisches Hofgut auf der Gemarkung des nach Sinsheim eingemeindeten Dorfes Weiler im Rhein-Neckar-Kreis. Heute ist das Hauptgebäude im Besitz des christlichen Hilfs- und Missionswerkes DMG interpersonal.

## Geographie
Der Buchenauerhof liegt an der diese Dörfer west-östlich verbindenden K 4277 in Luftlinie unter zwei Kilometer entfernt von Waldangelloch und über drei Kilometer von Weiler. Es ist umgeben von einer sich nach Westen öffnenden Flurbucht des Großen Waldes, durch die der Bittiggraben zum Winkelbach zieht, der dann gleich bei Waldangelloch in den Waldangelbach mündet.

## Geschichte
Der Buchenauerhof wurde bereits im frühen 18. Jahrhundert erwähnt. Einst befand sich hier auch eine Ziegelei, so dass der Hof auch Ziegelhof genannt wurde. Das vernachlässigte Anwesen wurde ab 1865 durch ein Landhaus und zeitgenössische Wirtschaftsgebäude ersetzt, außerdem wurden ausgedehnte Wäldereien gerodet. Der Hof war an die Zuckerfabrik in Waghäusel verpachtet und bot Arbeitsplätze für Tagelöhner. Das Landhaus brannte nieder und wurde von August Benckiser durch ein schlossartiges Gebäude ersetzt, in das eine Wendeltreppe des nach 1899 abgerissenen Schlosses in Waldangelloch verbaut wurde. 1953 ging das Gut in den Besitz der seit 1940 bewirtschaftenden Pächterfamilie Sprenger über und diente zeitweilig als Kindererholungsheim der Caritas. 1971 erwarb die „Deutsche Missionsgemeinschaft“, heute DMG interpersonal, das Schlossgebäude, sie nutzt die Anlage inzwischen als Ausbildungs- und Erholungszentrum. Nahe am Schlösschen liegt ein Landgasthaus und der Golfplatz des Golfclubs Sinsheim.